# Efip d'Atenes
Efip (grec antic: Ἔφιππος, Ephippus) fou un poeta còmic grec nascut a Atenes, de la comèdia mitjana, segons que diuen la Suïda i Antíoc d'Alexandria. Hi ha fragments de les seves obres que fan referència a Plató, i també a altres filòsofs de l'Acadèmia, i a Alexandre de Feres i als seus contemporanis, Dionís el Vell, Cotis I i altres.
Els títols coneguts de les seves obres de teatre són:
- Ἄρτεμις (Àrtemis).
- Βούσιρις (Busiris).
- Γηρυόνης (Els Gerions).
- Ἐμπολή ("Empolê" Mercaderia).
- Ἔφηβοι (Efebs).
- Κίρκη (Circe).
- Κύδων (Kudôn).
- Ναυαγός ("Nauagos" Nàufrag).
- Ὀβελιαφόροι ("Obeliaphoroi").
- Ὅμοιοι ("Homoioi" Semblants).
- Πελταστής (Peltastes).
- Σαπφώ (Safo).
- Φιλύρα (Fílira).

Un epigrama que Eustaci de Tessalònica atribueix a Efip no és seu, sinó d'un autor desconegut. Hom també coneix fragments d'obres de teatre d'Efip que no formen part de cap dels títols anteriors.